# Apherusa tridentata
Apherusa tridentata är en kräftdjursart som först beskrevs av Arvid Sture Bruzelius 1859.  Apherusa tridentata ingår i släktet Apherusa och familjen Calliopiidae. Inga underarter finns listade i Catalogue of Life.